# Hale City
Hale City è una città fantasma degli Stati Uniti d'America della contea di Hale nello Stato del Texas.

## Geografia fisica
Hale City è situata nella parte centrale della contea di Hale.